# Heimlich & Co.
Heimlich and Co. (conosciuto anche come Detective & Co.) è un gioco da tavolo in stile tedesco ideato da Wolfgang Kramer e pubblicato nel 1984 dalla Edition Perlhuhn, ristampato due anni più tardi dalla Ravensburger Quest'ultima edizione vinse lo Spiel des Jahres nel 1986..

## Ambientazione
È una corsa di spie: i giocatori impersonano degli agenti segreti che si muovono in una città, cercando di raccogliere informazioni su tutti gli altri personaggi.

## Regole e materiali

### Componenti

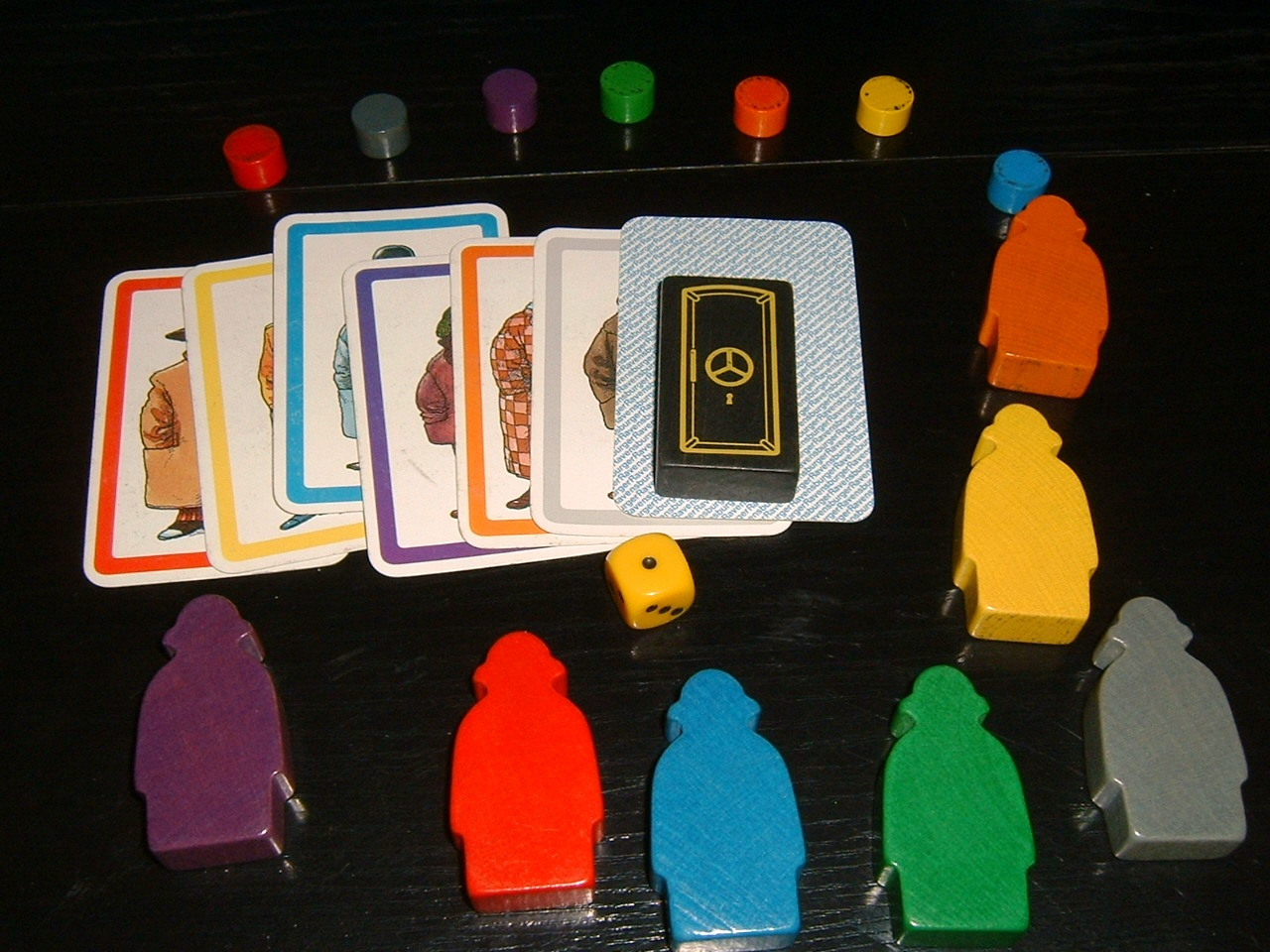
Materiali di gioco

- 1 tavoliere, raffigurante una città;
- 7 pedine di diversi colori, raffiguranti gli agenti segreti;
- 7 carte di diversi colori, una per agente;
- 7 segnalini marcapunti;
- 1 pedina cassaforte;
- 1 dado a sei facce con i valori 1-3, 2, 3, 4, 5 e 6.

Il villaggio è rappresentato dal tavoliere di gioco ed è formato da una serie di edifici disposti circolarmente intorno a una piazza, ognuno dei quali ha un valore crescente da 0 punti (la chiesa) fino a 10 punti, più un palazzo in rovina che vale -3 punti. Sul bordo esterno della mappa è raffigurato un percorso segnapunti che serve a segnare il punteggio realizzato da ciascun giocatore.
Gli agenti segreti sono rappresentati ognuno da una pedina colorata.
Sette carte "agente", una per colore, che rappresentano gli agenti. Ventisei carte "top secret" usate nelle regole avanzate che permettono di spostare ulteriormente gli agenti nella fase top secret del turno.

### Regole
A inizio gioco ogni giocatore pesca una carta che indica il colore del suo agente: questa informazione viene mantenuta segreta e rivelata solo al termine della partita. Se si gioca in meno di sette giocatori alcune o tutte le pedine dei colori non assegnati rimangono in gioco (in due giocatori si usano cinque agenti e in tre giocatori sei agenti, da quattro o più giocatori si usano tutti gli agenti) e vengono mosse assegnando punti ai rispettivi colori. La pedina cassaforte viene posta nell'edificio "7".
Nel proprio turno il giocatore tira il dado e sposta in senso orario le pedine degli agenti sulla mappa di un numero di spazi (gli edifici) per un totale di movimenti pari al risultato ottenuto. Se per esempio tira un "4" può spostare una pedina agente di quattro spazi, oppure una pedina di uno spazio e un'altra pedina di tre spazi, oppure quattro pedine diverse di uno spazio ciascuna e così via, purché il numero totale di spazi percorsi dalle pedine spostate sia pari al risultato del tiro. Nel caso che il risultato del tiro del dado sia la faccia "1-3" allora il totale del movimento delle pedine agenti può essere 1, 2 o 3 a scelta del giocatore di turno. Ogni giocatore può spostare una qualunque pedina, sia sua, che di altri giocatori.
Se uno degli agenti è stato spostato nell'edificio che contiene la cassaforte, vengono assegnati i punti registrandoli sulla traccia segnapunti. Ogni colore ottiene un punteggio pari al valore dell'edificio all'interno del quale si trova il suo agente. Il punteggio di ogni colore viene registrato spostando il suo gettone sulla traccia punti in avanti di tanti spazi quanti sono i punti ottenuti (o all'indietro se ha ottenuto punti negativi).
Se nel turno sono stati assegnati punti il giocatore di turno sposta la cassaforte nell'edificio che preferisce. Il gioco passa quindi al giocatore alla sua sinistra.
Il gioco termina quando uno dei gettoni segnapunti completa il giro sulla traccia punti, superando quindi i 42 punti. Ogni giocatore rivela quindi il suo colore mostrando la carta pescata a inizio gioco e il vincitore è il giocatore che controlla il colore che ha raggiunto il termine della traccia. Se il colore vincente non appartiene a nessun giocatore, nessuno vince la partita.

### Regole avanzate
Nelle regole avanzate si aggiungono al gioco le carte "top secret". A inizio partita ogni giocatore pesca due carte "top secret". Nel proprio turno può pescare una carta "top secret" se uno degli agenti che sposta termina il suo movimento nelle rovine, oppure se ottiene un "1-3" e non sposta alcun agente (a differenza del gioco base dove deve spostare almeno un agente di uno spazio). Un giocatore può avere al massimo quattro carte top secret in mano.
Dopo che il giocatore di turno ha spostato gli agenti, ma prima di verificare se sono stati assegnati punti, ogni giocatore, cominciando da quello di turno e girando in senso orario, può giocare una o più carte top secret per spostare gli agenti. Il punteggio viene assegnato se una pedina o più pedine agenti vengono spostate nell'edificio (sia che sia stata spostata dal giocatore di turno usando i punti del tiro di dado, sia da un qualunque altro giocatore usando una carta top secret) e si trova ancora in quell'edificio dopo che tutti i giocatori hanno avuto la possibilità di giocare una carta.

### Variante dossier segreto
In questa variante i giocatori devono cercare di capire a chi appartengono gli altri agenti segreti, basandosi sulle mosse degli altri giocatori. Al termine della partita ognuno scrive segretamente per ogni colore quale giocatore pensi che lo controlla (o se pensa che non sia controllato da alcun giocatore). Per ogni abbinamento colore-giocatore corretto ottiene cinque punti, che sono aggiunti al totale del suo colore.

## Storia editoriale
Il gioco è stato pubblicato originariamente dalla Edition Perlhuhn nel 1984. Nel 1986 la Ravensburger ha pubblicato una nuova edizione tedesca, una olandese (con il titolo Safe & Partners), una per la regione scandinava (con il titolo Detective & co.) e una inglese (Under Cover). Sempre la Ravensburger ha pubblicato un'edizione portoghese (Detective & Co) nel 1987 e una nuova edizione tedesca nel 1994.
La Amigo Spiele ha pubblicato un'edizione tedesca nel 2002, la Rio Grande Games una statunitense (Top Secret Spies) nel 2005, la 999 Games un'edizione olandese (CIA) nel 2006. La AMIGO una nuova edizione tedesca nel 2012 e la Egmont Polska un'edizione polacca nel 2013.

### Kramerleiste
Il percorso segnapunti raffigurato lungo il bordo esterno della mappa della città è stata inventata proprio da Kramer per questo gioco per ottimizzare lo spazio. Il sistema di utilizzare una "scoring track" come cornice del tabellone del gioco viene per questo anche chiamato "Kramerleiste" ("barra di Kramer" in tedesco).

## Premi e riconoscimenti
Il gioco ha vinto nel 1986 il prestigioso premio tedesco Spiel des Jahres.